# Дубінський Сергій Миколайович
Сергій Миколайович Дубінський (рос. Сергей Николаевич Дубинский; * 9 серпня 1962, Донецька область, УРСР) — військовий злочинець, терорист, російський військовик, полковник ГРУ Генштабу армії РФ. Псевдоніми «Сергей Петровский», «Хмурый», «Плохой солдат».
З 2014 року — учасник російської агресії проти України. Засновник і перший очільник військової розвідки терористичного угрупування «ДНР». Причетний до збиття Боїнга MH-17 17 липня 2014 року.

## Життєпис
У травні 2017 року точність ідентифікації голосу Дубінського підтвердив його колишній однополчанин, ветеран війни у Афганістані Сергій Тіунов.
У листопаді 2022 року Міжнародний суд у Гаазі заочно засудив Дубінського та його поплічника Леоніда Харченка до довічного ув'язнення.
17 травня 2024 року Офіс Генпрокурора України повідомив, що український суд визнав відповідальним Дубінського Сергія в участі у терористичній організації та у веденні агресивних воєнних дій проти України (ч. 1 ст. 258-3, ч. 2 ст. 437 КК України) і заочно присудив 14 років позбавлення волі.

## Матеріали
- Детальна інформація про генерал-майора РФ, підозрюваного у справі про MH17 [Архівовано 7 вересня 2017 у Wayback Machine.] // ІнформНапалм, 07.02.2017
- Идентификация Хмурого: что мы знаем о командире «ДНР», причастном к гибели MH17 [Архівовано 21 вересня 2017 у Wayback Machine.] (рос.) // Беллінгкет, 15.02.2017
- Голос «Хмурого» [Архівовано 30 квітня 2017 у Wayback Machine.] (рос.) // Новая газета, 24.04.2017